# Биометрија
Биометрија води порекло од грчке именице „биос“ - живот и глагола метрео - мерити. Биометрија је општи термин за опис и мерење физичких карактеристика које могу бити коришћене за аутентификацију.
Биометријски системи су базирани на физичким или бихевиоралним карактеристикама људских бића као што је лице, глас, отисак прста, ирис и друго. Биометријски подаци имају потенцијалну предност да буду јединствени идентификатори једне особе. У зависности од врсте биометријског извора, могу да садрже довољну или недовољну количину информација за одређену примену. За естимацију максималне количине информација неопходно је добро познавати особине биометријских података окарактерисане према задатом типу биометријског извора, као и технологије за прецизно очитавање и екстрактовање информација. Обзиром на особине које поседују биометријски подаци биометрија је постала озбиљан кандидат за замену традиционалних метода на пољу аутентификације и ауторизације појединаца. 
Традиционални системи за проверу идентитета засновани су на нечему што знамо - на пример лозинкама - или на нечему што поседујемо - смарт картицама, токени-ма, мобилним телефонима… Ови уређаји не могу гарантовати да се ради о легитимним корисницима, јер не постоји јака веза између аутентификатора и сервиса за аутентификацију. Проблем настаје у случају њиховог компромитовања (крађа, губљење, копирање и сл.).
Проблем је решен увођењем још једног атрибута „нечег што јесмо“. Биометрија или био-информација се намеће као могуће решење за обезбеђење чврсте везе између аутентификатора и система за аутентификацију. Данас најчешће коришћене особине су отисак прста, геометрија шаке и лица и изглед шаренице ока. Све ове особине су јединствене за сваку особу.
Биометрија је такође студија свих фактора који одређују могући животни развој појединца.
Биометрија налази широку употребу у информатичкој сигурности и информатици генерално.